# Jožef Žemlja
Jožef Žemlja, slovenski rimskokatoliški duhovnik, pisatelj, pesnik in prevajalec, * 10. februar 1805, Selo pri Žirovnici, † 15. september 1843, Ovsiše.

## Življenjepis
Rodil se je očetu Jožefu Žemlji in materi Ivanki, roj. Resman. V Ljubljani je končal študij teologije in bil leta 1829 posvečen. Kot duhovnik je služboval v Žužemberku, Ambrusu in zadnje tri mesece na Ovsišah. 

## Literarno delo
V pogledih na jezik in literaturo so nanj vplivali Franc Serafin Metelko, Matevž Ravnikar in Jakob Zupan, v pesmih pa se je zgledoval pri Vodniku in Prešernu.
Prvo pesem objavil leta 1828 v časopisu Illyrisches Blatt in nato sodeloval v Krajnski čbelici (1832–1833 in 1848). Njegovo najpomembnejše delo je epska pesnitev Sedem sinov (zagrebškemu natisu knjige iz leta 1841 se je zaradi napak odrekel, ljubljanski natis pa je po cenzurnih zapletih lahko izšel šele leta 1843), v kateri je snovno posegel v zgodovino južnih Slovanov, idejno pa je kljub navdušenju za ilirizem sporočal, da ima pravico do svojega knjižnega jezika vseh šest južnoslovanskih narodov.
Žemlja je tudi prevajal v slovenščino iz angleščine, italijanščine in srbohrvaščine.